# Noir de Vienne
Le noir de Vienne est une race de lapin domestique issue du croisement entre des lapins bleus de Vienne et des lapins alaskas. Il combine la fourrure noire de l’alaska avec les qualités d’élevage du bleu de Vienne. Il est peu répandu.

## Origine
Après la Seconde Guerre mondiale, le marché des fourrures en Allemagne recherche des grandes peaux noires, ce qui fait naître des désaccords parmi les éleveurs de lapins alaskas qui ne parviennent pas à sélectionner un pelage similaire à celui du renard arctique tel qu’ils le souhaiteraient. Certains souhaitent se tourner vers la production de fourrures intégralement noires quand la majorité conserve son objectif de sélection sur une couleur noire à poils blancs équitablement répartis. De nombreux appels sont alors lancés dans la presse spécialisée allemande pour travailler à la création d’une race combinant la taille et le type du bleu de Vienne et une fourrure noire, proche de celle de l’alaska. De cette volonté naît rapidement le noir de Vienne en 1925. Il connaît alors rapidement le succès, notamment lors de l’exposition de Leipzig de 1931. Par la suite son développement se ralentit fortement. La race est reconnue en France à partir de 1984, mais reste peu répandue dans le pays.

## Description
Le noir de Vienne est un lapin de taille moyenne qui pèse entre 3,5 et 5,5 kg. Il a un corps cylindrique avec une musculature puissante et compacte, aussi large à l’avant qu’à l’arrière. Sa ligne dorsale est horizontale. Sa tête forte et large est bien collée au corps. Elle porte deux oreilles robustes de 11 à 13,5 cm. Un léger fanon est toléré chez la femelle. Les yeux sont brun noir. La fourrure est dense, assez longue et lustrée. Elle est d’un noir jais intense, légèrement plus mat dessous, avec une sous-couleur bleu foncé.

## Diffusion
Le noir de Vienne est peu répandu en France.